# Pasquale Gravina
Pasquale Gravina (Campobasso, 1 de maio de 1970) é um ex-jogador de voleibol da Itália que competiu nos Jogos Olímpicos de 1996 e 2000.
Em 1996, ele fez parte da equipe italiana que conquistou a medalha de prata no torneio olímpico, no qual atuou em oito partidas. Quatro anos depois, ele participou de seis jogos e ganhou a medalha de bronze com o time italiano na competição olímpica de 2000.